# Antepione vanusaria
Antepione vanusaria är en fjärilsart som beskrevs av John Kern Strecker 1899. Antepione vanusaria ingår i släktet Antepione och familjen mätare. Inga underarter finns listade i Catalogue of Life.